# Viagens Abreu
Pour les articles homonymes, voir Abreu.
 (septembre 2017).
Viagens Abreu est une agence de voyages fondée en 1840, dont le siège social se trouve à Porto au Portugal. Elle est considérée comme la plus ancienne agence de voyages au monde et l'une des plus grandes entreprises du secteur au Portugal. L'entreprise dispose de plus de 140 agences au Portugal — y compris à Madère et aux Açores — ainsi qu'en Angola, au Brésil, en Espagne, au Royaume-Uni et aux États-Unis.

## Contexte historique
Lors du XIXe siècle, la démographie du nord du Portugal induit un important exode rural et, partant, de profondes transformations sociales. Parallèlement à cela, chose qui renforce cette tendance, le Portugal connaît une période trouble, avec de nombreux épisodes violents. Depuis le transfert de la cour portugaise au Brésil en 1807, s'enchaînent la guerre péninsulaire de 1807-1814, la révolution libérale de 1820 à 1824, la guerre civile portugaise de 1828 à 1834, la révolution de septembre 1836 et la Patuleia de 1846-1847. Ce nouveau prolétariat urbain, en partie alimenté par une bourgeoisie émergente mais principalement d'origine rurale, connaît un quotidien dur et misérable, ce qui en fait un terreau pour l'émigration.
La création de l'agence Abreu est donc intimement liée à l'immigration portugaise au Brésil, mouvement qui prend principalement de l'ampleur après l'indépendance du Brésil, en 1822.
Pendant les années 1880, on estime que 20 000 personnes ont, chaque année, pris le chemin du Brésil, en particulier depuis les bancs de sable de l'estuaire du Douro, chiffre qui double la décennie suivante. Selon le recensement général de 1878 (pt), l'agglomération de Porto comptait 461 881 habitants ; ce qui signifie qu'en quelques années entre 5 et 10 % de la population avait fait ses bagages, sans compter l'émigration clandestine.

## Création de l'entreprise
Bernardo Luís Vieira de Abreu est né le 27 février 1801 à Ortezelo, dans la paroisse civile de São Salvador de Rossas, municipalité de Vieira do Minho. Le fondateur de l'Agence Abreu a grandi dans ce contexte de flux migratoire vers le Brésil. Les « Brasileiros de torna-viagem » en français : « Brésiliens de retour », c'est-à-dire des émigrants revenus au Portugal, sont nombreux au nord-est du pays. Même si les recherches n'ont pas permis de l'établir avec certitude, il semblerait que la famille de Bernardo Abreu se soit rendue au Brésil vers 1810, peut-être dans les environs de Bahia ou de Rio de Janeiro, qui constituent alors les destinations les plus fréquentes pour les émigrants portugais.
Il n'existe pas d'information fiable et précise au sujet de son retour du Brésil. Le nom de Bernardo Abreu apparaît dans le Directório Civil, Político e Comercial da Antiga, Muito Nobre, Sempre Leal e Invicta Cidade do Porto e Vila Nova de Gaia, en 1838, comme négociant. Mais à partir de 1840, son activité se concentre sur l'organisation de voyages des émigrants, commerçants et les premiers voyageurs pour le Brésil.
Prenant le nom de son fondateur, la maison Abreu fonctionne dès lors comme agence de voyages et représentant de plusieurs compagnies de navigation. Les documents nécessaires pour les voyageurs sont disponibles à l'agence, avec d'autres types de documents, par exemple des renseignements relatifs aux célébrations de mariages au sein des églises catholiques ou pour l'établissement de nouveau commerces au Portugal.
L'agence Abreu devient une maison de renom du centre médiéval de Porto, le quartier du Cerco (pt), dans un contexte d'augmentation de la population, malgré les épidémies de choléra, et l'amélioration générale des infrastructures de la ville, dont la construction du pont Pênsil (pt) entre 1841 et 1843 est le symbole. À la mort de Bernardo Luís Vieira de Abreu en 1878, l'entreprise est prise en main par son fils, Daniel Luís Vieira de Abreu.
Au cours des dernières décennies du XIXe siècle, on retrouve des réclames de l'agence Abreu dans plusieurs publications de Porto, distribuées à bord des navires en route pour le Brésil et les autres ports des colonies portugaises.
Sous la direction de Luís, l'entreprise familiale diversifie son activité, importations, représentation commerciale pour les productions coloniales, comme des cigares, du café, des livres, des instruments de musique, etc. Mais le cœur d'activité demeure les voyages.
C'est en 1922 que, dans l'édition du 29 octobre du Jornal de Notícias, apparaît pour la première fois une publicité portant l'appellation « A. Abreu », signifiant que la société passait aux mains du fils de Daniel Abreau, Aníbal, et de sa veuve, Anália. Et au cours des années 1930, le « A. » est réinterprété comme servant à désigner l'« Agência Abreu ». Et à partir des années 1940, l'entreprise accueille un nouveau type de clients, les touristes. L'Agência Abreu étend alors tout naturellement son activité à ce type de clients à la recherche de loisirs.